# Institut national de la langue japonaise et de la linguistique
 (juin 2025).
Si vous disposez d'ouvrages ou d'articles de référence ou si vous connaissez des sites web de qualité traitant du thème abordé ici, merci de compléter l'article en donnant les références utiles à sa vérifiabilité et en les liant à la section « Notes et références ».
 (juin 2025).
La mise en forme du texte ne suit pas les recommandations de Wikipédia : il faut le « wikifier ».
Les points d'amélioration suivants sont les cas les plus fréquents. Le détail des points à revoir est peut-être précisé sur la page de discussion.
- Les titres sont pré-formatés par le logiciel. Ils ne sont ni en capitales, ni en gras.
- Le texte ne doit pas être écrit en capitales (les noms de famille non plus), ni en gras, ni en italique, ni en « petit »…
- Le gras n'est utilisé que pour surligner le titre de l'article dans l'introduction, une seule fois.
- L'italique est rarement utilisé : mots en langue étrangère, titres d'œuvres, noms de bateaux, etc.
- Les citations ne sont pas en italique mais en corps de texte normal. Elles sont entourées par des guillemets français : « et ».
- Les listes à puces sont à éviter, des paragraphes rédigés étant largement préférés. Les tableaux sont à réserver à la présentation de données structurées (résultats, etc.).
- Les appels de note de bas de page (petits chiffres en exposant, introduits par l'outil «  Source ») sont à placer entre la fin de phrase et le point final[comme ça].
- Les liens internes (vers d'autres articles de Wikipédia) sont à choisir avec parcimonie. Créez des liens vers des articles approfondissant le sujet. Les termes génériques sans rapport avec le sujet sont à éviter, ainsi que les répétitions de liens vers un même terme.
- Les liens externes sont à placer uniquement dans une section « Liens externes », à la fin de l'article. Ces liens sont à choisir avec parcimonie suivant les règles définies. Si un lien sert de source à l'article, son insertion dans le texte est à faire par les notes de bas de page.
- La présentation des références doit suivre les conventions bibliographiques. Il est recommandé d'utiliser les modèles {{Ouvrage}}, {{Chapitre}}, {{Article}}, {{Lien web}} et/ou {{Bibliographie}}. Le mode d'édition visuel peut mettre en forme automatiquement les références.
- Insérer une infobox (cadre d'informations à droite) n'est pas obligatoire pour parachever la mise en page.

Pour une aide détaillée, merci de consulter Aide:Wikification.
Si vous pensez que ces points ont été résolus, vous pouvez retirer ce bandeau et améliorer la mise en forme d'un autre article.
L'Institut National de Langue Japonaise et de la Linguistique, ou L'institut national de recherche sur la langue japonaise (en japonais : 国立国語研究所 Kokuritsu Kokugo Kenkyū-jo ; en anglais : National Institute for Japanese Language and Linguistics ou NINJAL), créé par l’« Institut national des sciences humaines, » est une institution japonaise de recherche interuniversitaires affilié au Ministère Japonais de l'Éducation, la Culture, des Sports, des Sciences et de la Technologie. Il s'agit d'un institut de recherche en science du language qui se concentre principalement sur les études de la langue japonaise (le japonais), la linguistique et l'enseignement de la langue japonaise. L'institut mène des recherches sur la phonétique, la phonologie,  la morphologie (linguistique), la syntaxe, la sémantique, la stylistique, la pragmatique (linguistique), l'écriture, les dialectes, l'histoire de la langue japonaise, la linguistique contrastive, réalité actuelle de la vie langagière des japonais, communautés locales, sur les expressions d’accueil, les formes de politesse, etc. (référence en français, anglais et japonais)

## Présentation
Depuis sa création en 1948, l'Institut a mené diverses recherches sur la langue japonaise, notamment des enquêtes de vocabulaire utilisant des méthodes statistiques, des cartes linguistiques basées sur des enquêtes dialectales et des recherches comparatives entre le japonais et les langues étrangères. (référence　anglais japonais,)
En 2020, certains des principaux projets était de la recherche menés sur les langues et dialectes en voie de disparition au Japon, le développement et l'expansion des corpus japonais et la recherche sur l'enseignement de la langue japonaise comme langue étrangère. (voir ≪National Institut for Japanase language and Linguistics Publications≫référence anglais et japonais)
Sa structure a évolué, passant d'une institution du ministère de l'Éducation à une institution de l'Agence des affaires culturelles, puis à une institution administrative indépendante et, depuis octobre 2009, elle est devenue une institution de recherche interuniversitaire. L'objectif de l'Institut est de (référence en anglais et japonais): 
- Sa mission est de faire progresser la recherche  liée à la langue japonaise. L'Institut National de Langue Japonaise et de la Linguistique y parviendra en donnant la priorité aux initiatives suivantes
  - Promouvoir le développement systématique et l'utilisation généralisée d'infrastructures pour la recherche sur la langue japonaise et son enseignement, y compris des ressources linguistiques de grande échelle et de haute qualité.
  - Mener des recherches de pointe sur la langue japonaise et les langues apparentées en collaboration avec d'autres sciences afin de développer de nouveaux domaines de recherche et de créer un réseau de recherche national et international.
  - Transmettre les connaissances acquises grâce au développement des ressources linguistiques et de la recherche avancée aux prochaines générations de chercheurs par le biais de l'enseignement supérieur, postuniversitaire et par tout autres moyens.

L'Institut est un des établissements du Collège doctoral de recherche avancée, qui a été créé en octobre 1988. L'Institut devient membre du collège en avril 2023 et propose un cursus Sciences de la langue japonaise (en anglais : Japanese Language Sciences, en japonais ).

## Histoire
(référence en anglais et japonais)
| année | Date        | événement |
| ----- | ----------- | --- |
| 1948  | 20 décembre | L'Institut national de langue japonaise et de linguistique est créé en tant qu'agence du Ministère Japonais de l'Éducation, de la Culture, des Sports, des Sciences et de la Technologie.                       |
| 1954  | 1er octobre | Les bureaux de l'Institut sont transférés de Shinjuku à Hitotsubashi, dans l'ancien auditorium à Kanda, quartier Chiyoda, à Tokyo.                                                                              |
| 1962  | 1er avril   | Les bureaux de l'Institut sont transférés dans un nouveau bâtiment à Inafuku Nishiyamacho, Kita-ku, à Tokyo (aujourd'hui Nishigaoka).                                                                           |
| 1968  | 15 juin     | L'Institut est transféré dans la nouvelle agence du Ministère Japonais de l'Éducation, de la Culture, des Sports, des Sciences et de la Technologie; L'Agence pour les Affaires culturelles crée la même année. |
| 2001  | 1er avril   | L'Institut devient un institution administrative indépendante, passant d'un institut national de test et de recherche à une institution totalement indépendante.                                                |
| 2005  | 1er février | Les bureaux de l'Institut sont transféré à Midoricho, Tachikawa, à Tokyo. |
| 2009  | 1er octobre | L'Institut perd son titre d'institution administrative indépendante, devenant une institution de l'organisation interuniversitaire de recherche en sciences humaines,.                                          |

## Publications
Les résultats sont rendus publics sous forme de rapports, de cartes, de bases de données, etc. Et s’adressent au monde universitaire, à l’éducation, à l’industrie et au grand public (référence en anglais et japonais).

### Matériel de recherche crée par l'Institut
- Tableau de vocabulaire de classification (référence en anglais[21] et japonais[22])

- Dictionnaire d'Okinawa (référence en anglais[23] et japonais[24])

- Atlas linguistique du Japon (6 volumes) (référence en japonais[25])

- Carte nationale de grammaire dialectale (6 volumes) (référence en japonais[26])

- Liste complète des termes utilisés dans les livres de lecture officiels (12 volumes) (référence en anglais[27] et japonais[27])

- Corpus de japonais (référence en anglais[28] et japonais[29])

### Recueil de publication
- Sciences japonaises (1997-2009) (référence en anglais[21] et japonais[30])
- Recueil d'essais sur l'enseignement de la langue japonaise (1983-2009) (référence en anglais[21] et japonais[31])
- Rapport de l'Institut national de langue japonaise et de la linguistique  (2011-présent) (référence en anglais[32] et japonais[33])

### Magazines
- La fenêtre de l'Institut National de Langue Japonaise et de la Linguistique (1999-2009) (référence en japonais[34])
- Dossier de recherche de l'Institut National de Langue Japonaise et de la Linguistique (2017-présent) (référence en anglais[35] et japonais[36])

### Note et référence
1. 1 2  Nozomi Tanaka (trad. Catherine Garnier), « L'institut national de recherche sur la langue japonaise (création, évolution, perspectives actuelles) », Langages, vol. 68 « La linguistique japonaise »,‎ 1982, p. 85-94 (lire en ligne )
2. 1 2  (ja) « HOME | 大学共同利用機関法人 人間文化研究機構 », sur www.nihu.jp (consulté le 3 juin 2025)
3. 1 2  (ja) « 人間文化研究機構の構成機関 | 大学共同利用機関法人 人間文化研究機構 », sur www.nihu.jp (consulté le 3 juin 2025)
4. ↑  (ja) « 大学共同利用機関法人：文部科学省 », sur 文部科学省ホームページ (consulté le 3 juin 2025)
5. ↑  (en-US) The National Institute for Japanese Language and Linguistics (NINJAL), « General Description | NINJAL », NINJAL,‎ 2009 (lire en ligne [archive du 13 janvier 2025] , consulté le 4 juin 2025)
6. ↑  (ja + en) 国立国語研究所 - National Institute for Japanese Language and Linguistics, « 国立国語研究所：国語研とは - National Institute for Japanese Language and Linguistics : About us »  (consulté le 3 juin 2025)
7. ↑  (en-US) The National Institute for Japanese Language and Linguistics, « History | NINJAL », NINJAL,‎ 2009 (lire en ligne [archive du 26 mars 2025], consulté le 4 juin 2025)
8. 1 2  (ja) 国立国語研究所, « 沿革・歴史 | 国立国語研究所 », 国立国語研究所,‎ 1948- (lire en ligne [archive du 21 mars 2025], consulté le 3 juin 2025)
9. ↑  « 写真で見る国立国語研究所の歴史 », sur www2.ninjal.ac.jp (consulté le 4 juin 2025)
10. ↑  (en-US) The National Institute for Japanese Language and Linguistics NINJAL, « Publication | NINJAL », NINJAL,‎ publication périodique (lire en ligne [archive du 3 juin 2025] , consulté le 8 juin 2025)
11. ↑  (ja) 国立国語研究所, « 刊行物 | 国立国語研究所 », 国立国語研究所,‎ publication périodique (lire en ligne [archive du 3 juin 2025] , consulté le 8 juin 2025)
12. ↑  (en) National Institute for Japanese Language and Linguistics, « National Institute for Japanese Language and Linguistics : the mission of NINJAL »  (consulté le 3 juin 2025)
13. ↑  (ja) 国立国語研究所, « 国立国語研究所：ミッション » (consulté le 3 juin 2025)
14. ↑  (en) « History | Overview | SOKENDAI », sur www.soken.ac.jp (consulté le 3 juin 2025)
15. ↑  (ja) 国立国語研究所, « 国立国語研究所　総合研究大学院大学 »
16. ↑  (en) « Japanese Language Sciences | PROGRAMS | SOKENDAI », sur www.soken.ac.jp (consulté le 3 juin 2025)
17. ↑  (ja) « 日本語言語科学コース | コース一覧 | 国立大学法人 総合研究大学院大学 », sur www.soken.ac.jp (consulté le 3 juin 2025)
18. ↑  (en) National Institute for Japanese Language and Linguistics, « National Institute for Japanese Language and Linguistics : History » , sur National Institute for Japanese Language and Linguistics Website, 1948- (consulté le 6 juin 2025)
19. ↑  (en) National Institute for Japanese Language and Linguistics, « National Institute for Japanese Language and Linguistics : Publication » (consulté le 3 juin 2025)
20. ↑  (ja) 国立国語研究所, « 国立国語研究所：刊行物 » (consulté le 6 juin 2025)
21. 1 2 3  « NINJAL Publications | NINJAL », sur www2.ninjal.ac.jp (consulté le 3 juin 2025)
22. ↑  « 分類語彙表－増補改訂版 | 国立国語研究所 », sur www2.ninjal.ac.jp (consulté le 3 juin 2025)
23. ↑  (ja) « 沖縄語辞典 », sur mmsrv.ninjal.ac.jp (consulté le 3 juin 2025)
24. ↑  (ja) « 沖縄語辞典 », sur mmsrv.ninjal.ac.jp (consulté le 3 juin 2025)
25. ↑  (ja) « 『日本言語地図』地図画像 | 国立国語研究所 », sur mmsrv.ninjal.ac.jp (consulté le 3 juin 2025)
26. ↑  « 方言文法全国地図PDF版ダウンロード », sur www2.ninjal.ac.jp (consulté le 3 juin 2025)
27. 1 2  (ja) 国立国語研究所, コクリツ コクゴ ケンキュウショ et The National Language Research Institute, « 国定読本用語総覧1 : 第一期『尋常小学読本』明治三十七年度以降使用 あ～ん », repository.ninjal.ac.jp, National Institute for Japanese Language and Linguistics,‎ novembre 1985 (lire en ligne, consulté le 3 juin 2025)
28. ↑  (ja) « NINJAL Corpus Portal », sur clrd.ninjal.ac.jp (consulté le 3 juin 2025)
29. ↑  (ja) « 国語研コーパスポータル », sur clrd.ninjal.ac.jp (consulté le 3 juin 2025)
30. ↑  « 日本語科学 | 国立国語研究所 », sur www2.ninjal.ac.jp (consulté le 3 juin 2025)
31. ↑  « 日本語教育論集 | 国立国語研究所 », sur www2.ninjal.ac.jp (consulté le 3 juin 2025)
32. ↑  (en) National Institute for Japanese Language and Linguistics, « National Institute for Japanese Language and Linguistics : NINJAL Research Papers » (consulté le 3 juin 2025)
33. ↑  (ja) 国立国語研究所, « 国立国語研究所：国立国語研究所論集 », NINJAL Research Papers,‎ 2011- (lire en ligne [archive du 21 mars 2025], consulté le 3 juin 2025)
34. ↑  (ja) « 国語研の窓 », sur ことば研究館 | 国立国語研究所 (consulté le 3 juin 2025)
35. ↑  (en) National Institute for Japanese Language and Linguistics, « NINJAL Research Digest | NINJAL », NINJAL Research Digest,‎ 2017 (lire en ligne [archive du 21 mars 2025] , consulté le 3 juin 2025)
36. ↑  (ja) 国立国語研究所, « 広報誌『ことばの波止場』| 国立国語研究所 », 国立国語研究所　広報誌『ことばの波止場』,‎ 2017- (lire en ligne [archive du 21 mars 2025], consulté le 3 juin 2025)